# Dhakshineswar Suresh
Dhakshineswar Suresh Ekambaram (Tamil தட்சிணேஸ்வர் சுரேஷ் ஏகாம்பரம், * 29. März 2000 in Madurai) ist ein indischer Tennisspieler.

## Karriere
Suresh war kaum auf der ITF Junior Tour aktiv, wo er eine Platzierung von Rang 479 einnahm.
2023 begann er ein Studium am Georgia Gwinnett College in den USA, von wo er 2024 an die Wake Forest University wechselte. Er stellte dort eines der besten Doppelpaare im College Tennis.
Suresh spielte schon 2016 sein erstes Profiturnier auf der drittklassigen ITF Future Tour und platzierte sich in der Tennisweltrangliste. Erst 2022 erreichte er im Einzel ein Endspiel; 2024 folgte der erste Titel. Der bislang größte Erfolg gelang ihm in Winston-Salem, einem Turnier der ATP Tour. Suresh erhielt dort zusammen mit seinem Kommilitonen Luca Pow eine Wildcard für den Doppelwettbewerb, da das Turnier auf dem Campus ihrer Hochschule gespielt wird. Als erste Spieler der 14-jährigen Turniergeschichte gewannen sie als Studenten der Uni ein Match, indem sie Ariel Behar und Andrés Molteni schlugen. Sie überraschten auch Gonzalo Escobar und Alexander Nedowessow und zogen ins Halbfinale ein, wo sie besiegt wurden. Durch den Erfolg konnte Suresh im Doppel in die Top 500 der Weltrangliste einziehen.